# 모비스 (기업)
주식회사 모비스(영어: Mobiis)는 대한민국의 정밀 제어시스템 설계 기업으로, 본사는 대한민국 경기도 성남시 분당구 판교로 253에 있다.

## 연혁
- 2000년 4월: 회사 창립
- 2000년 6월:본점이전: 서울 서초구 양재동 277-1 신화빌딩
- 2000년 7월:삼성전자 선행기술 공동개발 협력사 지정
- 2000년 12월:기업부설연구소 인증 (한국산업기술진흥협회)
- 2001년 2월: 중소기업청 벤처기업 및 혁신개발 기업 지정
- 2003년 4월: 일본 히다치 기술개발 협력사 지정
- 2004년 2월: 김홍명 대표이사 사임, 이의재 대표이사 선임
- 2004년 12월: 본점이전: 서울 서초구 양재동 27501 삼호물산빌딩 에이동 401호
- 2005년 4월: 이의재, 김지헌 공동대표이사 취임
- 2006년 7월: 병무청 병역특례업체 지정
- 2007년 8월: 본점이전: 서울특별시 서초구 양재동 107 동일빌딩 3층
- 2008년 9월: 국내 최초 KT향 영상 단말기 10만대 개발 및 공급
- 2010년 1월: 기초과학 특수정밀 제어회사로 제2창업 선언
- 2010년 7월: 본점이전: 서울특별시 서초구 양재동 16-3 윤화빌딩 3층
- 2011년 8월: 부품소재 과제 매칭 펀드로 유큐아이파트너스 투자 유치
- 2012년 2월: 54억원 규모의 ITER 초전도자석 전원장치용 주제어기 공급 계약 체결
- 2012년 5월: ISO 9001:2008 (품질경영시스템 인증) 및 ISO 140001:2004 (환경경영시스템 인증) 획득
- 2012년 9월: ITER 중앙통제시스템 국제 입찰 수주
- 2013년 6월: 가속기용 LLRF시스템, 언듈레이터 제어시스템 개발 완료
- 2013년 7월: 벤처기업육성에관한특별조치법에 의한 벤처기업 지정 (벤처투자기업)
- 2013년 10월: 중소기업청 기술혁신형 중소기업 (INNO-BIZ) 지정
- 2014년 3월: ITER CIS 상세설계 및 기기제작 용역 수주, 포항가속기연구소 LLRF시스템 수주 등 수주 100억원 달성
- 2014년 6월: 미래창조과학부 장관상 수상(핵융합 제어시스템 개발 및 공급)
- 2015년 2월: 컴퍼니케이파트너스, 원익투자파트너스, 에치에프알 투자 유치
- 2015년 7월: 산업통상자원부 우수기술연구센터(ATC) 지정 (모비스 미래제어기술연구소)
- 2015년 8월: 이의재 공동대표이사 사임, 김지헌 대표이사 중임
- 2016년 5월: ITER 중앙통제시스템 2차 계약 체결(Phase 2 Order #1)
- 2016년 9월: 중소기업진흥공단 고성장기업 수출역량강화사업 표준협약 체결
- 2016년 9월: 미래창조과학부 장관상 수상(가속기 제어시스템, 장비개발 및 공급)
- 2016년 10월: 하나금융8호기업인수목적 주식회사와 합병계약 체결
- 2017년 2월: 합병승인 임시주주총회 개최(원안대로 승인)
- 2017년 3월: 합병법인 합병 등기 및 합병신주 코스닥 상장
- 2017년 4월: 국가핵융합연구소 패밀리기업 지정
- 2017년 6월: 산업통상자원부 우수기술연구센터(ATC) 2차과제 선정
- 2017년 9월: 한국산업기술진흥원 K-BrainPower(두뇌역량우수전문기업) 선정
- 2018년 3월: 본점이전: 경기도 분당구 판교로 253 이노밸리 C동 203호
- 2018년 9월: 자회사 설립 : 주식회사 블록베이스
- 2019년 1월: 타법인 주식 및 경영권 양수 : 에이디엠코리아 주식회사
- 2022년 4월: 소규모합병(소멸법인:제이에이알시스템즈(주)) 및 스마트팩토리사업본부 신설
- 2022년 12월: 소규모합병(소멸법인:(주)블록베이스)
- 2023년 11월: AI 기반 스마트팩토리솔루션 'MOI-STD' 출시
- 2024년 5월: 타 법인 주식 및 경영권 양도 : 에이디엠코리아 주식회사

### 내용주
1. ↑  하나금융8호기업인수목적의 설립일